# Deobandi

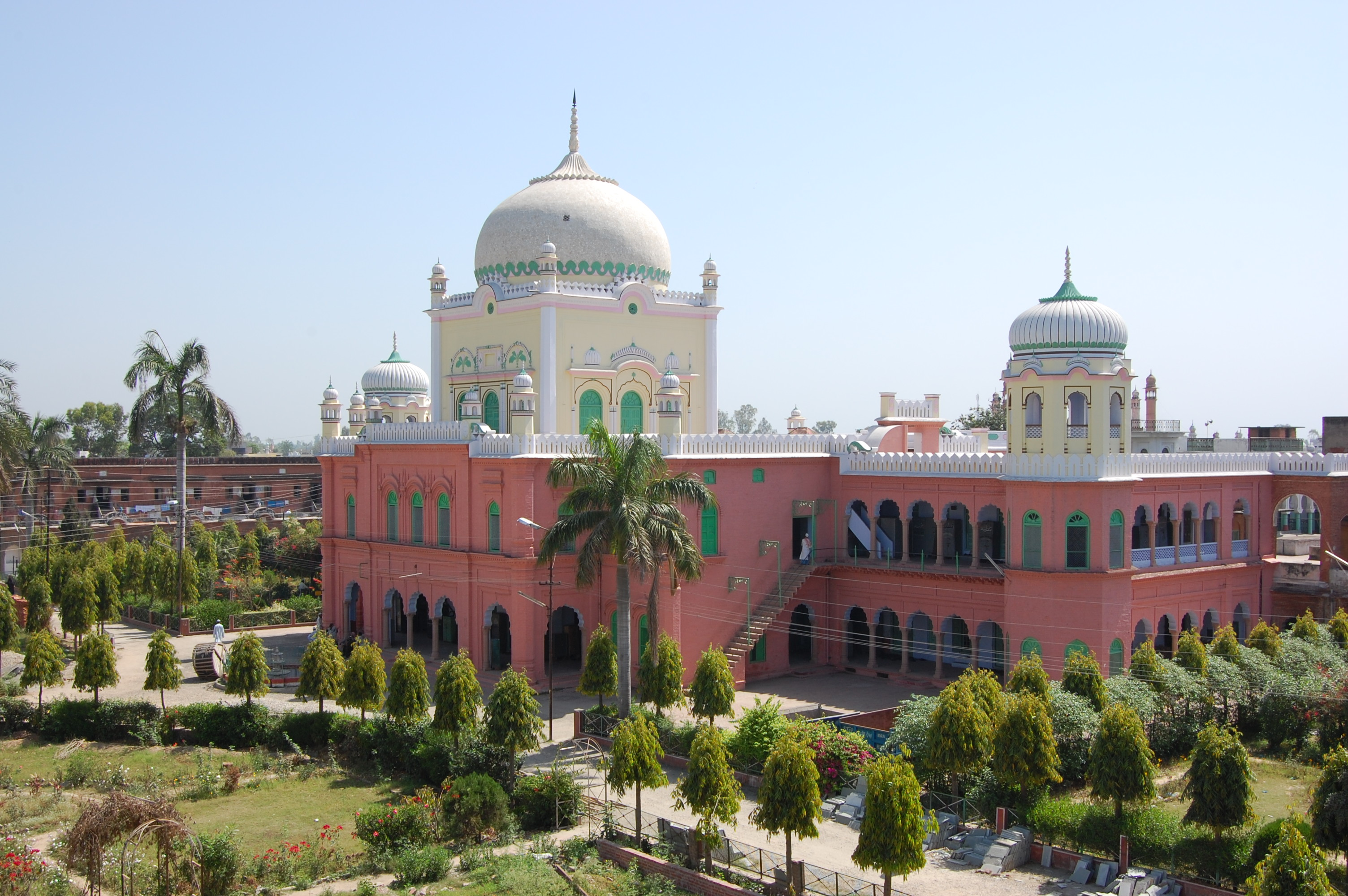
Darul Uloom Deoband

Deobandi é um movimento revivalista islâmico dentro do islamismo sunita (principalmente hanafi)  que se formou durante o final do século 19 em torno do seminário islâmico Darul Uloom na cidade de Deoband, na Índia, de onde o nome deriva. O seminário foi fundado por Muhammad Qasim Nanautavi, Rashid Ahmad Gangohi e várias outras figuras em 1866, oito anos após a rebelião indiana de 1857-1858 . O movimento foi pioneiro na educação de várias ciências religiosas através do Dars-i-Nizami associado aos ulemás de Firangi Mahal baseados em Lucknow; com o objetivo de preservar os ensinamentos islâmicos durante um período de domínio colonial . A ala política do movimento Deobandi, Jamiat Ulema-e-Hind, foi fundada em 1919 e desempenhou um papel importante no movimento de independência da Índia através da propagação da doutrina do nacionalismo composto .
Teologicamente, os Deobandis defendem a doutrina do taqlid (conformidade ao precedente legal) e aderem à escola Hanafi. Os fundadores da escola Deobandi Muhammad Qasim Nanautavi e Rashid Ahmad Gangohi inspiraram-se na doutrina político-religiosa do estudioso islâmico e mujaddid Shah Waliullah e na ideologia wahhabi. Durante seus primeiros anos, a escola Deobandi se envolveu em debates inter-religiosos com estudiosos cristãos e hindus de maneira pacífica, e durante a fase inicial de seu estabelecimento as despesas operacionais teriam sido parcialmente pagas pelos hindus porque os filósofos deobandi daqueles vezes falou sobre a unidade de hindus, cristãos e muçulmanos, multiculturalismo e oposição à divisão da Índia .
Desde o final da década de 1970, diz-se que o movimento foi influenciado pelo wahabismo no Afeganistão e no Paquistão . Do início dos anos 1980 ao início dos anos 2000, alguns Deobandis foram fortemente financiados pela Arábia Saudita . O governo paquistanês cultivou a militância Deobandi para combater a União Soviética (no Afeganistão ) e a Índia (na Caxemira ). O dinheiro e as armas fornecidos mais tarde alimentaram o conflito civil.  O movimento, agora centrado principalmente na Índia, Paquistão, Afeganistão e Bangladesh, se espalhou para o Reino Unido, e tem presença na África do Sul . Os ramos paquistanês e afegão e os seminários indianos originais têm muito menos contato desde a Partição da Índia, por razões políticas relacionadas à fronteira Índia-Paquistão. Os seguidores do movimento Deobandi são extremamente diversos; alguns defendem a não-violência e outros são militantes . O Darul Uloom Deoband apoiou consistentemente as ações civis do Talibã, mas condenou repetidamente o terrorismo islâmico nos anos 2000, emitindo uma fatwa contra ele em 2008.

## Fundação e expansão
O colonialismo britânico na Índia foi visto por um grupo de estudiosos indianos – consistindo de Rashid Ahmad Gangohi, Muhammad Yaqub Nanautawi, Shah Rafi al-Din, Sayyid Muhammad Abid, Zulfiqar Ali, Fazlur Rahman Usmani e Muhammad Qasim Nanotvi – como corruptor. Islamismo. O grupo fundou um seminário islâmico ( madrassa ) conhecido como Darul Uloom Deoband, onde a ideologia revivalista e anti-imperialista islâmica dos Deobandis começou a se desenvolver. Com o tempo, o Darul Uloom Deoband tornou-se o segundo maior ponto focal de ensino e pesquisa islâmica depois da Universidade Al-Azhar, Cairo . Na época do movimento de independência da Índia e depois na Índia pós-colonial, os Deobandis defendiam uma noção de nacionalismo composto pelo qual hindus e muçulmanos eram vistos como uma nação que deveria se unir na luta contra o domínio britânico.

Em 1919, um grande grupo de estudiosos Deobandi formou o partido político Jamiat Ulema-e-Hind e se opôs à partição da Índia . O estudioso deobandi Maulana Syed Husain Ahmad Madani ajudou a difundir essas idéias através de seu texto Muttahida Qaumiyat Aur Islam . Um grupo mais tarde discordou dessa posição e se juntou à Liga Muçulmana de Muhammad Ali Jinnah, incluindo Ashraf Ali Thanwi, Shabbir Ahmad Usmani, Zafar Ahmad Usmani e Muhammad Shafi Deobandi, que formaram o Jamiat Ulema-e-Islam em 1945.
Através de organizações como Jamiat Ulema-e-Hind e Tablighi Jamaat, o movimento Deobandi começou a se espalhar. Os graduados de Darul Uloom Deoband na Índia de países como África do Sul, China e Malásia abriram milhares de madaaris em todo o mundo.

### Índia
O Movimento Deobandi na Índia é controlado pelo Darul Uloom Deoband e pelo Jamiat Ulema-e-Hind . Cerca de 15% dos muçulmanos indianos se identificam como Deobandi.   Os Deobandis formam o grupo dominante entre os muçulmanos indianos devido ao seu acesso a recursos estatais e representação em órgãos muçulmanos.

### Paquistão
Estima-se que 15-25 por cento dos muçulmanos sunitas do Paquistão se consideram deobandi. De acordo com o Heritage Online, quase 65% do total de seminários ( Madrasah ) no Paquistão são administrados por Deobandis, enquanto 25% são administrados por Barelvis, 6% por Ahl-i Hadith e 3% por várias organizações xiitas. O movimento Deobandi no Paquistão foi um dos principais receptores de financiamento da Arábia Saudita desde o início dos anos 1980 até o início dos anos 2000, após o que esse financiamento foi desviado para o movimento rival Ahl al-Hadith . Tendo visto Deoband como um contrapeso à influência iraniana na região, o financiamento saudita agora é estritamente reservado para o Ahl al-Hadith.

Grupos afiliados à Deobandi, como o TTP, SSP, Let, etc. têm um caráter militante e atacaram e destruíram locais sufis sagrados para muçulmanos sunitas do movimento Barelvi, como Data Darbar em Lahore, Abdullah Shah Ghazi 's túmulo em Karachi, Khal Magasi no Baluchistão e o túmulo de Rahman Baba em Peshawar .

### Bangladesh
Tal como acontece com o resto do subcontinente indiano, a maioria dos muçulmanos em Bangladesh são sunitas tradicionais, que seguem principalmente a escola de jurisprudência Hanafi (madh'hab ) e, consequentemente, a escola de teologia Maturidi. A maioria deles são Deobandi junto com Tabligh (51%)  e Barelvi ou Sufi (26%); os Deobandi, na forma de instituições Qawmi, possuem a grande maioria dos seminários islâmicos privados e produzem a maioria dos ulemás em Bangladesh. Entre os sunitas que não são hanafitas tradicionais, o Ahle Hadith, influenciado pelos salafistas, e o Jamaat e Islami (19%) têm seguidores substanciais.

### Afeganistão
O islamismo deobandi é a forma mais popular de pedagogia no cinturão pashtun em ambos os lados da Linha Durand que separa o Afeganistão e o Paquistão . Além disso, proeminentes líderes afegãos e paquistaneses do Talibã estudaram em seminários Deobandi.

### Reino Unido
Na década de 1970, Deobandis abriu os primeiros seminários religiosos muçulmanos baseados na Grã-Bretanha (Darul-Ulooms), educando imãs e estudiosos religiosos. Os Deobandis "têm atendido discretamente às necessidades religiosas e espirituais de uma proporção significativa de muçulmanos britânicos e talvez sejam o grupo muçulmano britânico mais influente". Em 2015 Ofsted destacou o seminário Deobandi em Holcombe como um bom exemplo de uma escola "promovendo os valores britânicos, prevenindo a radicalização e protegendo as crianças". O jornalista Andrew Norfolk não concordou com essa avaliação.

De acordo com um relatório de 2007 de Andrew Norfolk, publicado no The Times, cerca de 600 das quase 1.500 mesquitas da Grã-Bretanha estavam sob o controle de "uma seita linha-dura", cujo principal pregador detestava os valores ocidentais, conclamou os muçulmanos a "derramar sangue" por Alá e pregava o desprezo pelos judeus, cristãos e hindus. O mesmo relatório investigativo disse ainda que 17 dos 26 seminários islâmicos do país seguem os ensinamentos ultraconservadores de Deobandi que o Times disse ter dado origem ao Talibã. De acordo com o The Times, quase 80% de todos os Ulema treinados no país estavam sendo treinados nesses seminários de linha dura. Uma coluna de opinião no The Guardian descreveu este relatório como "uma mistura tóxica de fato, exagero e total absurdo".

Em 2014, foi relatado que 45% das mesquitas da Grã-Bretanha e quase todo o treinamento de estudiosos islâmicos no Reino Unido são controlados pelos Deobandi, o maior grupo islâmico.
A maioria das capelanias prisionais muçulmanas na Grã-Bretanha são Deobandi e, em 2016, Michael Spurr (executivo-chefe do National Offender Management Service ) escreveu aos governadores das prisões da Grã-Bretanha, chamando a atenção deles para o fato de Ofsted ter dito que "o seminário Deobandi mais influente do Reino Unido promove 'valores britânicos fundamentais como a democracia, a liberdade individual e o respeito mútuo e a tolerância para com os de diferentes credos”.

## Crenças
O movimento Deobandi se vê como uma tradição escolástica que cresceu a partir das tradições escolásticas islâmicas da Transoxânia Medieval e da Índia Mughal, e considera seu antepassado visionário Shah Waliullah Dehlawi (1703–1762). Dehlawi, a inspiração acadêmica mais importante para o movimento Deobandi, foi contemporâneo de Muhammad Ibn 'Abd al-Wahhab (1703–1792), o líder do movimento Wahhabi na Península Arábica . Os dois estudaram juntos simultaneamente por um período em Medina sob um círculo acadêmico de estudiosos de hadith como Muhammad Hayyat al-Sindhi, Abu Tahir Muhammad Ibn Ibrahim al-Kurani, etc., que lhes ensinaram as doutrinas do teólogo sírio iconoclasta do século XIV Ibn Taymiyyah (1263-1328 CE/661-728 AH). Muhammad Ibn 'Abd al-Wahhab estabeleceu o movimento Wahhabi, enquanto os esforços de reforma de Shah Waliullah inspiraram os movimentos Deobandi, Ahl-i Hadith e Jamaat-e-Islami . Influenciado pelos ensinamentos de Shah Waliullah, o movimento Deobandi via o declínio político muçulmano na Índia como uma função da decadência religiosa devido à contaminação das crenças e práticas muçulmanas com costumes politeístas ( shirk ) e filosofias alienígenas. O movimento defendia que os ulemás deveriam atuar como a vanguarda da restauração política islâmica.

### Teologia
Nos princípios da fé, os Deobandis seguem a escola Maturidi de teologia islâmica . Suas escolas ensinam um pequeno texto sobre crenças do estudioso Maturidi Najm al-Din 'Umar al-Nasafi .
Os estudiosos deobandi também consideram as tradições Ash'ari e Athari como escolas válidas no islamismo sunita .

### Fiqh (lei islâmica)
Deobandis são fortes defensores da doutrina de Taqlid . Em outras palavras, eles acreditam que um Deobandi deve aderir a uma das quatro escolas ( madhhabs ) da Lei Islâmica Sunita e geralmente desencorajar o ecletismo entre escolas. Eles mesmos reivindicam os seguidores da escola Hanafi. Estudantes de madrasas afiliados ao movimento Deobandi estudam os livros clássicos da Lei Hanafi, como Nur al-Idah, Mukhtasar al-Quduri, Sharh al-Wiqayah e Kanz al-Daqa'iq, culminando seu estudo do madhhab com o Hidayah de al-Marghinani .
No que diz respeito às visões sobre Taqlid, um de seus principais grupos reformistas opostos são os Ahl-i-Hadith, também conhecidos como Ghair Muqallid, os inconformistas, porque evitaram taqlid em favor do uso direto do Alcorão e Hadith. Eles frequentemente acusam aqueles que aderem às decisões de um erudito ou escola jurídica de imitação cega , e frequentemente exigem evidências bíblicas para cada argumento e decisão legal. Quase desde os primórdios do movimento, os estudiosos Deobandi geraram uma grande quantidade de produção acadêmica na tentativa de defender sua adesão a um madhhab em geral. Em particular, os Deobandis escreveram muita literatura em defesa de seu argumento de que o madhhab Hanafi está em completo acordo com o Alcorão e o Hadith .

### Hadith
Em resposta a essa necessidade de defender sua madhhab à luz das escrituras, Deobandis tornou-se particularmente notável por sua relevância sem precedentes para o estudo de Hadith em suas madrasas. Seu currículo madrasa incorpora uma característica única entre a arena global da erudição islâmica, o Daura-e Hadis, o ano culminante do treinamento avançado de madrasa de um estudante, no qual todas as seis coleções canônicas do Sunni Hadith (o <i id="mwAZU">Sihah Sittah</i> ) são revisadas.
Em uma madrassa Deobandi, a posição de Shaykh al-Hadith, ou o professor residente de Sahih Bukhari, é mantida com muita reverência. Equipados por sua proficiência no campo das ciências hadith, os Deobandis se opuseram a uma série de celebrações e práticas; que eles consideravam excessos em túmulos de santos, celebrações elaboradas do ciclo de vida e costumes atribuídos à influência de culturas xiitas e não-muçulmanas. Seus pontos de vista foram amplamente compartilhados por uma ampla gama de movimentos de reforma islâmica do período colonial .

### Sufismo e Wahabismo
Os deobandis se opõem às práticas sufis tradicionais, como celebrar o aniversário do profeta islâmico Maomé e buscar ajuda dele, a celebração de Urs, peregrinação aos santuários dos santos sufis, prática de Sema e dhikr alto. Alguns líderes Deobandis incorporam elementos do Sufismo em suas práticas. O currículo de Deoband combinou o estudo das escrituras sagradas islâmicas ( Alcorão, hadith e lei ) com assuntos racionais ( lógica, filosofia e ciência ). Ao mesmo tempo, era de orientação sufi e filiado à ordem Chisti . Seu sufismo, no entanto, estava intimamente integrado com os estudos de Hadith e a prática legal do Islã, conforme entendido pelos estudiosos do movimento Deobandi.
Arshad Madani, diretor de Darul Uloom Deoband e um influente estudioso deobandi e líder de Jamiat Ulema-e-Hind, por outro lado, rejeitou o Sufismo e disse: "O Sufismo não é uma seita do Islã. Não é encontrado no Alcorão ou Hadith. . . . . Então, o que é o sufismo em si? Isso é coisa para quem não conhece o Alcorão e o Hadith." Ele também disse: "Sufismo não é nada."
Os fundadores da escola Deobandi, Muhammad Qasim Nanautavi e Rashid Ahmad Gangohi, inspiraram-se na doutrina político-religiosa do xá Waliullah e também na ideologia wahhabi entre outras fontes de inspiração. Rashid Ahmad Gangohi estudou com o shaykh sufi Haji Imdadullah Muhajir Makki, embora divergisse com seus pontos de vista de muitas maneiras. O Fatawa-yi Rashidiyya de Rashid Ahmad Gangohi se opôs às práticas sufis tradicionais, como dhikr alto, visitar os túmulos dos santos sufis, celebrar Urs, visualizar ou contemplar um mestre sufi ( tasawwur-e-shaykh ), recitar o Fatihah em ocasiões especiais e envolver-se em Sema .

### Cargos
De acordo com Brannon D. Ingram, Deobandis difere de Barelvis em três posições teológicas.
- Um fundador do movimento Deobandi, Rashid Ahmad Gangohi afirmou que Deus tem a capacidade de mentir.[60] Esta doutrina é chamada Imkan-i Kizb .[59][60] De acordo com essa doutrina, porque Deus é onipotente, Deus é capaz de mentir.[59] Gangohi, no entanto, esclareceu que Deus não mentiria, embora tivesse poder para fazer.
- Rashid Ahmad Gangohi apoiou a doutrina de que Deus tem a capacidade de fazer profetas adicionais depois de Maomé ( Imkan-i Nazir ) e outros profetas iguais a Maomé.[59][60] Gangohi esclarece que, embora Deus tenha a capacidade de fazer profetas "a par" de Maomé, ele "nunca faria isso".[59] Isso vai contra as crenças tradicionais sufistas que veem o profeta Muhammad como o ápice da criação.
- Estudiosos deobandi como Rashid Ahmad Gangohi se opuseram à doutrina sufi de que Muhammad tem conhecimento do invisível ( ilm e ghaib ).[60][59] Essa crença dos Deobandis entra em conflito com as visões tradicionais sufistas de Maomé ter um conhecimento inigualável e desigual que abrange o reino invisível.[60][59]

Outras posições dos Deobandis incluem:
- Rashid Ahmad Gangohi emitiu várias fatwas contra o Mawlid e afirmou que é uma inovação ( bidah ).[61]
- Rashid Ahmad Gangohi se opôs à prática de ficar de pé em homenagem a Muhammad durante Mawlid,[61] que era e é uma prática sufi comum.

## Organizações

### Jamiat Ulema-e-Hind
Jamiat Ulema-e-Hind é uma das principais organizações Deobandi na Índia. Foi fundada na Índia britânica em 1919 por Abdul Mohasim Sajjad, Qazi Hussain Ahmed, Ahmed Saeed Dehlvi e Mufti Muhammad Naeem Ludhianvi e o mais importante Kifayatullah Dehlawi que foi eleito o primeiro presidente de Jamiat e permaneceu neste cargo por 20 anos. O Jamiat propôs uma base teológica para sua filosofia nacionalista. A tese deles é que muçulmanos e não-muçulmanos firmaram um contrato mútuo na Índia desde a independência, para estabelecer um estado laico. A Constituição da Índia representa este contrato.

### Jamiat Ulema-e-Islam
Jamiat Ulema-e-Islam (JUI) é uma organização Deobandi, parte do movimento Deobandi. A JUI se formou quando os membros romperam com o Jamiat Ulema-e-Hind em 1945, depois que essa organização apoiou o Congresso Nacional Indiano contra o lobby da Liga Muçulmana por um Paquistão separado. O primeiro presidente da JUI foi Shabbir Ahmad Usmani .

### Majlis-e-Ahrar-e-Islam
Majlis-e-Ahrar-e-Islam ( em urdu:  مجلس احرارلأسلام   ), também conhecido como Ahrar, foi um partido político conservador Deobandi no subcontinente indiano durante o Raj britânico (antes da independência do Paquistão ) fundado em 29 de dezembro de 1929 em Lahore . Chaudhry Afzal Haq, Syed Ata Ullah Shah Bukhari, Habib-ur-Rehman Ludhianvi, Mazhar Ali Azhar, Zafar Ali Khan e Dawood Ghaznavi foram os fundadores do partido. O Ahrar era composto por muçulmanos indianos desiludidos com o Movimento Khilafat, que se aproximava do Partido do Congresso.  O partido foi associado à oposição a Muhammad Ali Jinnah e contra o estabelecimento de um Paquistão independente, bem como críticas ao movimento Ahmadiyya. Após a independência do Paquistão em 1947, Majlis-e-Ahrar dividiu-se em duas partes. Agora, Majlis-e-Ahrar-e-Islam está trabalhando para o bem de Muhammad , nifaaz Hakomat-e-illahiyya e Khidmat-e-Khalq. No Paquistão, o secretariado do Ahrar está em Lahore e na Índia está sediado em Ludhiana .

### Tablighi Jamaat
Tablighi Jamaat, uma organização missionária não-política Deobandi, começou como uma ramificação do movimento Deobandi.  Acredita-se que seu início seja uma resposta aos movimentos de reforma hindus, que eram considerados uma ameaça aos muçulmanos deobandis vulneráveis e não praticantes. Ele gradualmente se expandiu de uma organização local para uma organização nacional e, finalmente, para um movimento transnacional com seguidores em mais de 200 países. Embora seu início tenha sido do movimento Deobandi, agora estabeleceu uma identidade independente, embora ainda mantenha laços estreitos com os ulemas Deobandi em muitos países com grandes populações muçulmanas do sul da Ásia, como o Reino Unido.

### Organizações militantes associadas

#### Lashkar-e-Jhangvi
Lashkar-e-Jhangvi (LJ) (Exército de Jhangvi ) foi uma organização militante Deobandi. Formada em 1996, operava no Paquistão como uma ramificação da Sipah-e-Sahaba (SSP). Riaz Basra rompeu com o SSP devido a diferenças com seus superiores. O grupo, hoje praticamente extinto desde a malsucedida Operação Zarb-e-Azab, é considerado um grupo terrorista pelo Paquistão e pelos Estados Unidos, esteve envolvido em ataques a civis e protetores dos mesmos. Lashkar-e-Jhangvi é predominantemente Punjabi . O grupo foi rotulado por oficiais de inteligência no Paquistão como uma grande ameaça à segurança.

#### Talibã
O Talibã ("estudantes"), ortografia alternativa Taleban, é um movimento político e militante fundamentalista islâmico no Afeganistão . Ele se espalhou pelo Afeganistão e formou um governo, governando como Emirado Islâmico do Afeganistão de setembro de 1996 a dezembro de 2001, com Kandahar como capital. Enquanto estava no poder, impôs sua interpretação estrita da lei Sharia . Enquanto muitos líderes muçulmanos e estudiosos islâmicos têm sido altamente críticos das interpretações do Talibã da lei islâmica, o Darul Uloom Deoband tem consistentemente apoiado o Talibã no Afeganistão, incluindo sua destruição dos Budas de Bamiyan em 2001, e a maioria dos líderes do Talibã foram influenciados pelo fundamentalismo Deobandi. Pashtunwali, o código tribal pashtun, também desempenhou um papel significativo na legislação do Talibã. O Talibã foi condenado internacionalmente por seu tratamento brutal às mulheres .

#### Tehrik-i-Taliban Paquistão
Tehrik-i-Taliban Paquistão (o TTP), alternativamente referido como o Talibã paquistanês, é uma organização guarda -chuva de vários grupos militantes islâmicos com base nas áreas tribais administradas pelo governo federal do noroeste ao longo da fronteira afegã no Paquistão. Em dezembro de 2007, cerca de 13 grupos se uniram sob a liderança de Baitullah Mehsud para formar o Tehrik-i-Taliban Paquistão. Entre os objetivos declarados do Tehrik-i-Taliban Paquistão estão a resistência contra o Estado paquistanês, a aplicação de sua interpretação da sharia e um plano de união contra as forças lideradas pela OTAN no Afeganistão.
O TTP não é diretamente afiliado ao movimento talibã afegão liderado pelo mulá Omar, com ambos os grupos diferindo muito em suas histórias, objetivos estratégicos e interesses, embora ambos compartilhem uma interpretação principalmente deobandi do Islã e sejam predominantemente pashtuns .

#### Sipah-e-Sahaba
Sipah-e-Sahaba Paquistão (SSP) é uma organização militante paquistanesa proibida e um partido político paquistanês anteriormente registrado. Estabelecido no início dos anos 1980 em Jhang pelo líder militante Haq Nawaz Jhangvi, seu objetivo declarado é principalmente deter a grande influência xiita no Paquistão após a Revolução Iraniana . A organização foi banida pelo presidente Pervez Musharraf em 2002 como sendo um grupo terrorista sob a Lei Antiterrorismo de 1997 . Em outubro de 2000, Masood Azhar, outro líder militante e fundador do Jaish-e-Mohammed (JeM), foi citado como tendo dito que "Sipah-e-Sahaba está ombro a ombro com Jaish-e-Muhammad em Jehad". Um cabo diplomático dos EUA vazado descreveu o JeM como "outra organização Deobandi separatista do SSP".

## Instituições notáveis
Logo após Darul Uloom Deoband, o principal centro de deobandismo em todo o mundo, Mazahir Uloom, Saharanpur é a segunda madrassa Deobandi conhecida na Índia, que produziu estudiosos como Muhammad Zakariyya Kandhlawi . Madrasa Shahi, Moradabad , de Muhammad Qasim Nanautavi, a alma de estudiosos como Mufti Mahmud e Saeed Ahmad Akbarabadi, tem sua posição. Darul Uloom Karachi, fundada por Mufti Shafi Usmani, Jamia Binoria e Jamia Uloom-ul-Islamia no Paquistão são as principais instituições Deobandi lá. Darul Uloom Bury, Holcombe, fundada por Yusuf Motala durante a década de 1970 é a primeira madrassa Deobandi do Ocidente Na África do Sul, Darul Ulum Newcastle, foi fundada em 1971 por Cassim Mohammed Sema e Dar al-Ulum Zakariyya em Lenasia, Madrasah In'aamiyyah, Camperdown é conhecida por seu Dar al-Iftaa (Departamento de Pesquisa e Treinamento de Fatwa), que administra o popular serviço de fatwa online, Askimam.org. Al-Jamiatul Ahlia Darul Ulum Moinul Islam é a primeira madrassa Deobandi estabelecida em Bangladesh, que produziu estudiosos como Shah Ahmad Shafi, Junaid Babunagari . Instituto Islâmico Al-Rashid, Ontário, Canadá, Darul Uloom Al-Madania em Buffalo, Nova York, Jamiah Darul Uloom Zahedan no Irã e Darul Uloom Raheemiyyah são algumas das principais instituições Deobandi.

## Estudiosos
- Mahmud Deobandi (falecido em 1886) – Primeiro professor de Darul Uloom Deoband.[97]
- Mahmud Hasan Deobandi (1851-1920) – popularmente conhecido como "Shaykh al-Hind".[98][99]
- Hussain Ahmed Madani (1879–1957) [100]
- Ashraf Ali Thanwi (1863–1943) [101]
- Anwar Shah Caxemira (1875–1933) [102]
- Muhammad Ilyas al-Kandhlawi (1884–1944) – Fundador do Tablighi Jamaat .[103]
- Muhammad Zakariyya al-Kandhlawi (1898–1982) [104]
- Shabbir Ahmad Usmani (1887–1949) [105]
- Muhammad Shafi Deobandi (1897–1976) – Primeiro Grande Mufti do Paquistão .[106]
- Abdur Rahman Bangladesh (1920–2015) – Grande Mufti de Bangladesh, também conhecido como Faqihul Millat. Ele foi o diretor fundador do Centro de Pesquisa Islâmica Bangladesh, Dhaka & Many Deobandi School. Ex- presidente do Shariah Council of Many Islamic Bank .[107]
- Abdul Matin Chowdhury (1915–1990) [108]
- Nur Uddin Gohorpuri (1924–2005) [109]
- Muhammad Yunus Jownpuri (1937-2017) – Estudioso sênior de hadith e ex-Shaykh al-Hadith de Mazahir Uloom, Saharanpur. Ele estava entre os alunos seniores e discípulos de Muhammad Zakariyya Kandhlawi.
- Yusuf Motala (1946–2019) – Reino Unido; Fundador e conferencista sênior em Dar al-Ulum Bury, uma das mais antigas Madrasas Deobandi do Ocidente; "Ele é um estudioso – muitos dos jovens estudiosos Deobandi do Reino Unido estudaram sob seu patrocínio."[110]
- Khalid Mahmood (1925–2020) – Reino Unido. Ele foi o fundador e diretor da Academia Islâmica de Manchester.[111] que foi estabelecido em 1974. Ele atuou anteriormente como professor no Murray College Sialkot e também no MAO College Lahore. Ele obteve um PhD em Religião Comparada da Universidade de Birmingham em 1970. Ele é autor de mais de 50 livros e atuou como juiz da Suprema Corte do Paquistão (Shariat Appellate Bench).[112]
- Ebrahim Desai, África do Sul – Mufti e fundador do portal Askimam fatwa.[96]
- Shah Ahmad Shafi (1916-2020), ex-chefe do Hefajat-e-Islam Bangladesh, reitor da Al-Jamiatul Ahlia Darul Ulum Moinul Islam Hathazari e também presidente do Conselho de Educação Qawmi Madrasah de Bangladesh.[113]
- Muhammad Abdul Wahhab (1923-2018) – ex (Amir de Tablighi Jamaat Paquistão Chapter).[114]
- Nur Hossain Kasemi (1945-2020) – ex-secretário-geral do Hefazat-e-Islam Bangladesh .[115]

### Deobandis Contemporâneos
- AFM Khalid Hossain – Bangladesh.
- Abdul Halim Bukhari, Bangladesh – Chanceler da Al Jamia Al Islamia Patiya
- Junaid Babunagari, estudioso islâmico de Bangladesh, está servindo como diretor assistente de Al-Jamiatul Ahlia Darul Ulum Moinul Islam Hathazari e secretário-geral do Hefajat-e-Islam Bangladesh .[116]
- Mahmudul Hasan, Bangladesh – Presidente da Al-Haiatul Ulya Lil-Jamiatil Qawmia Bangladesh e Befaqul Madarisil Arabia Bangladesh, Chanceler da Jamia Islamia Darul Uloom Madania, Emir de Majlis-e-Dawatul Haq Bangladesh.[117]
- Mamunul Haque – Secretário Geral de Bangladesh Khelafat Majlish e Presidente de Bangladesh Khelafat Youth Majlish .[118]
- Muhibbullah Babunagari, conselheiro-chefe do Hefazat-e-Islam Bangladesh (nascido em 1935)
- Muhammad Rafi Usmani, Paquistão – Presidente e conferencista sênior de Jamia Darul Uloom, Karachi .[119]
- Muhammad Taqi Usmani, Paquistão – Vice-presidente de Dar al-Ulum Karachi, ex-juiz da Shariah Appellate Bench da Suprema Corte do Paquistão, vice-presidente da Academia de Fiqh Islâmica da OIC, estudioso líder de Finanças Islâmicas,[120] e muitas vezes considerado um dos principais estudiosos e figura de proa do movimento Deobandi.[121]
- Nurul Islam Jihadi, secretário-geral do Hefazat-e-Islam Bangladesh . (nascido em 1948)
- Allama Nurul Islam Olipuri – Um dos melhores Mufassir de Bangladesh.[122]
- Tariq Jameel, Paquistão – proeminente estudioso e pregador do Tablighi Jama'at.[123]